# Borrón y cuenta nueva (álbum)
Borrón y cuenta nueva es el séptimo álbum de la  cantante mexicano-estadounidense Marisela, y el cuarto grabado con Ariola. Fue grabado en 1996.
Marisela grabaría este disco después del retiro que hizo para atender a su hija y descansar, después de casi diez años de conciertos y giras. Las canciones más exitosas de este disco son "Un amor en el olvido" y "Borrón y cuenta nueva". Según la misma Marisela, es uno de sus álbumes favoritos por todo lo que representa: después de varios conflictos, es un álbum muy relajado, muy pacífico, habla mucho del refugio en Dios. Fue un álbum de éxito moderado, con apenas 1,5 millones de copias vendidas; ya sin la compañía de músicos que la llevaron al éxito, como Xavier Santos o Aníbal Pastor.

## Lista de canciones
1. Un amor en el olvido 3:24 (Victor Franco)
2. Me olvidaré de ti 3:44 (Adolfo Angel Alba)
3. Borrón y cuenta nueva 3:01 (Elizardo "Chalo" Campos)
4. Tú, mi niña 3:52 (Victor Franco)
5. Debo contar hasta diez 4:02 (C. Nilson, Dario Valles, Orlando Jiménez)
6. Qué pensabas 3:16 (Anselmo Solis)
7. Qué manera tan estúpida de amar 3:31 (Victor Franco)
8. No vayas a volver jamás 4:16 (Angel Castelo, Gustavo Méndez)
9. No me vas a convencer 3:38 (Lolita de la Colina)
10. Para nunca volver 3:17 (Roberto Guardarrama)

- Datos: Q5732369